# Николаев, Николай Зиновьевич
Николай Зиновьевич Николаев (1913 год, Екатеринослав, Российская империя — 1992 год, Днепропетровск, Украина) — мастер производственного обучения городского профессионально-технического училища № 15, Днепропетровск. Герой Социалистического Труда (1971).
В 1931 году по окончании школы фабрично-заводского обучения в Днепропетровске остался в этой же школе преподавать слесарское дело. В 1941 году призван в Красную Армию. Воевал командиром отделения, помощником командира взвода в составе 1-й гвардейской железнодорожной бригады.
В 1941 году после эвакуации ремесленного училища был призван в Красную Армию. Служил в 1-й гвардейской железнодорожной бригаде. Был командиром отделения, помощником командира взвода, гвардии старшина.
После демобилизации возвратился в Днепропетровск и продолжил работать мастером производственного обучения в ПТУ № 15.
Указом Президиума Верховного Совета СССР от 20 июля 1971 года «за большие успехи, достигнутые в выполнении заданий пятилетнего плана по подготовке квалифицированных рабочих для народного хозяйства» удостоен звания Героя Социалистического Труда с вручением ордена Ленина и золотой медали Серп и Молот.
Преподавал в ПТУ до выхода на пенсию. Скончался в 1992 году в Днепропетровске.
Награды
- Герой Социалистического Труда
- Орден Ленина
- Орден Отечественной войны 2 степени (11.03.1985)
- Орден Трудового Красного Знамени (30.09.1965)
- Медаль «За отвагу» (07.04.1943)
- Медаль «За оборону Кавказа»
- Медаль «За освобождение Варшавы»